# Jacobus Sibrandi Mancadan

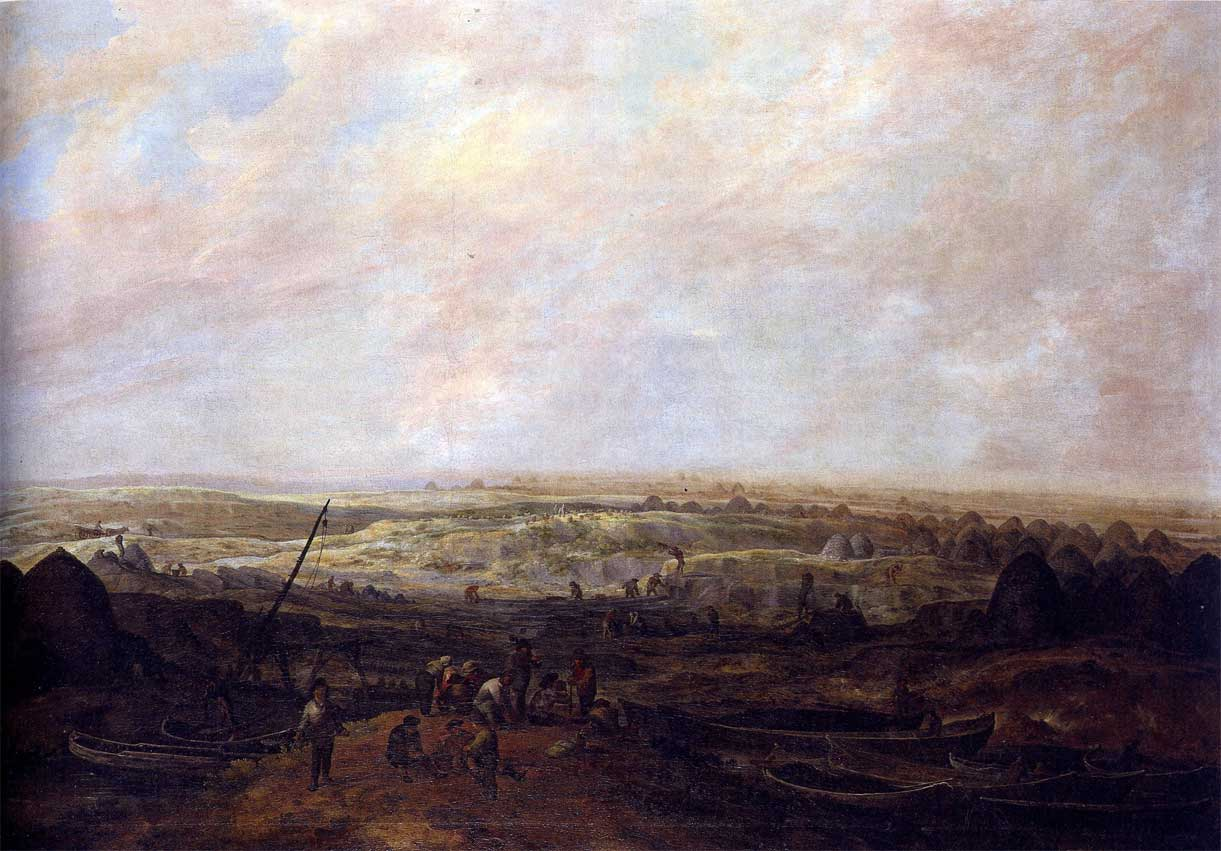
De ontginning van het hoogveen, waarschijnlijk in de buurt van Wildervank, waar Adriaan Geerts Wildervanck het veen ontgon, geschilderd door Jacobus Sibrandi Mancadan

Jacobus Sibrandi Mancadan (Minnertsga, 1602 - Tjerkgaast, 4 oktober 1680) was een Nederlandse schilder van Italiaans aandoende landschappen, veenbaas en burgemeester.

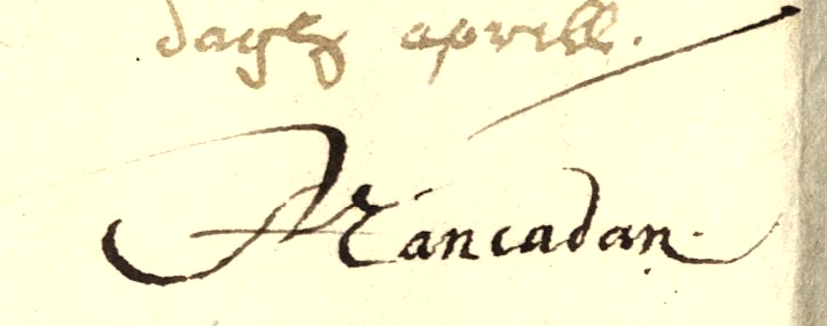
De handtekening van Jacobus Sibrandi Mancadan onder zijn testament uit 1680.

## Leven en werk
Mancadan werd in het Friese Minnertsga geboren. Zijn vader was daar glazenmaker, dorpsrechter, notaris en schoolmeester. In 1634 trouwde hij in Stiens met de 24-jarige Elske Mathys Siderius. Daar was haar halfbroer predikant. Mancadan woonde in 1635 en het jaar daarop in Oosterwierum, maar vestigde zich in Franeker. Hij was daar burgemeester (1637-1640) en noemde zich voor het eerst schilder. In 1644 woonde hij in Leeuwarden. In 1647 betrok hij een pand in de Doelestraat, het tegenwoordige Coulonhuis. Hij kocht grond bij Bergum, Veenwouden en verhuisde naar 't Voorwerk onder Siegerswoude. Mancadan nam deel aan de turfwinning ten noorden van het Koningsdiep in de Friese wouden. Na 1664 liet hij de Bakkeveenster Vaart, een deel van de Drachtster Compagnonsvaart, uitgraven en een weg aanleggen. Na het overlijden van zijn vrouw Elske Matthijs in 1669 trok hij in bij zijn dochter Ebeltje in Beetsterzwaag, hoewel hij in Leeuwarden over een atelier c.q. kamers bleef beschikken.
Mancadan stierf in Tjerkgaast, waar zijn zoon een herkansing had gekregen als predikant, nadat hij in Oosterwierum vanwege dronkenschap, ergerlijke misdragingen en onkuisheid uit zijn ambt was ontzet. Zijn kleinzoon Johannes, stempelsnijder bij de Friese Munt, zou in 1696 als valsmunter zijn aangeklaagd.
Mancadan schilderde de ontginning van het hoogveen, maar specialiseerde zich op rotspartijen met veel details en een onduidelijke horizon. Hij schijnt te zijn beïnvloed door de Italiaanse schilder Salvator Rosa. Mancadan werd begraven op het Oldehoofster kerkhof, niet ver van zijn voormalige woonhuis. Zijn grafsteen kwam in 1933 bij de aanleg van een parkeerplaats weer tevoorschijn.

## Collectie
Drie van zijn werken uit het Fries Museum behoorden tot de collectie Goudstikker en zijn in 2006 teruggegeven aan de erven van de joodse kunsthandelaar Goudstikker. Zijn werk bevindt zich in het Mauritshuis in Den Haag, het Groninger Museum, het Landgoed Oranjewoud, het museum Martena in Franeker en in het Oostenrijkse Graz. Twee werken zijn te zien in de Galerij Prins Willem V.
- Biografisch Portaal: 37563268
- Gemeinsame Normdatei: 124409547
- International Standard Name Identifier: 0000 0004 4887 9069
- KulturNav: d5f04025-9bb1-4df0-9267-14dfec11e83a
- Nederlandse Thesaurus van Auteursnamen: 216003326
- RKD-Nederlands Instituut voor Kunstgeschiedenis: 52236
- Système universitaire de documentation: 260788880
- Union List of Artist Names: 500000294
- Virtual International Authority File: 67398457
- WorldCat: E39PBJf8vrWcBc6xJbc8gJWMT3